# 亨里克·克里斯蒂安森
亨里克·克里斯蒂安森（挪威語：Henrik Christiansen，1996年10月9日—）生于阿克什胡斯郡谢斯莫，是一名挪威男子游泳运动员，主攻中长距离自由泳。克里斯蒂安森小时便有接触游泳，后来他曾尝试过足球、舞蹈、表演等活动，后来认为游泳才是他最擅长的，于是便在游泳项目上坚持了下来。美国的史丹佛大學和加利福尼亞大學柏克萊分校曾邀请克里斯蒂安森就读，但克里斯蒂安森为了能继续在挪威训练而拒绝邀请。2016年年初，他获得挪威体育节颁发的年度最佳突破奖。